# Wohn- und Wirtschaftsgebäude Schlüter Straße 15
Das Wohn- und Wirtschaftsgebäude Schlüter Straße 15 in Berne-Huntebrück in der Nähe zur Hunte stammt aus dem frühen 19. Jahrhundert.

Aktuell (2023) wird es landwirtschaftlich genutzt.
Das Gebäude steht unter Denkmalschutz (siehe auch Liste der Baudenkmale in Berne).

## Geschichte
Das eingeschossige giebelständige Wohn- und Wirtschaftsgebäude als Zweiständer-Hallenhaus mit Backsteinaußenmauern, Krüppelwalmdach, Niedersachsengiebeln sowie der Grooten Door mit Korbbogen  stammt von um 1880. Markant sind die Einfassungen der Türen mit Backsteinen und größeren Sandsteinen.

Der rechte Stallanbau mit Satteldach und Quereinfahrt ist etwas jünger.

Auf der Hofanlage stehen weitere nicht denkmalgeschützte Nebenanlagen.
Das Landesdenkmalamt befand: „… geschichtliche  Bedeutung … als beispielhaftes spätes, wohl um 1880 erbautes Hallenhaus …“